# Halina Wardaszko-Łyskowska
Halina Wardaszko-Łyskowska (ur. 1925 w Pęchratce, zm. 27 stycznia 2011) – polska lekarka, wykładowca akademicki na Uniwersytecie Warszawskim.

## Życiorys
Była długoletnim kierownikiem Katedry i Kliniki Psychiatrycznej Akademii Medycznej w Warszawie. Pełniła też funkcję biegłego sądowego w Metropolitalnym Sądzie Archidiecezji warszawskiej.
Została odznaczona m.in. Krzyżem Komandorskim Orderu Odrodzenia Polski. W 2005 uhonorowano ją Medalem za Zasługi dla Wydziału Lekarskiego Warszawskiego Uniwersytetu Medycznego „Gloria Medicinae”.
Zmarła po długotrwałej chorobie. Została pochowana 1 lutego 2011 na Starych Powązkach w Warszawie (kwatera 345-3-6).